# 양전자 방출 단층촬영
양전자 방출 단층촬영(陽電子放出斷層撮影, 영어: positron emission tomography, PET)은 양전자 방출을 이용하는 핵의학 검사 방법 중 하나로 양전자를 방출하는 방사성 동위원소를 결합한 의약품을 체내에 주입한 후 양전자 방출 단층 촬영기를 이용하여 이를 추적하여 체내 분포를 알아보는 방법이다. 양전자 방출 단층촬영술(陽電子放出斷層撮影術), 양전자 단층촬영(陽電子斷層撮影)이라고도 한다. 암 검사, 심장 질환, 뇌 질환 및 뇌 기능 평가를 위한 수용체 영상이나 대사 영상도 얻을 수 있다.
음전하를 가지고 있는 전자와 물리적 특성이 유사하지만 정반대로 양전하를 가지고 있는 것을 양전자라고 한다. 이러한 양전자는 방사선의 한 종류로, 방사성 의약품이 베타 붕괴를 겪을 때 방출된다. 이후 양전자가 일반 전자와 충돌하면 두 입자가 소멸하고 감마선이 방출되는데, 이를 촬영하는 것이 바로 PET이다.
양전자는 C-11, N-13, O-15, F-18 등의 방사성 동위원소에서 방출된다. 이러한 원소들은 생체의 주 구성 물질이기 때문에 이를 이용하여 의약품을 만들 수 있다. 가장 흔히 이용하는 방사성 의약품인 F-18-불화디옥시포도당(F-18-FDG)은 포도당 유사 물질이어서, 이를 주사하면 몸 안에서 암과 같이 포도당 대사가 항진된 부위에 많이 모이게 된다. 헤모글로빈과 결합된 산소-15를 통해 혈액의 움직임을 관찰하기도 한다.
최근에는 양전자 단층 촬영 스캐너와 컴퓨터 단층 촬영(CT) 스캐너를 하나로 결합시킨 양전자/컴퓨터단층촬영(PET/CT) 스캐너가 널리 보급되어 있다. 양전자/컴퓨터단층촬영은 컴퓨터 단층 촬영 스캐너의 첨가로 해부학적 정보 제공과 함께 좀 더 정확한 영상 보정이 가능하여 기존 양전자 단층 촬영에 비해 영상 화질이 한층 우수하다. 그러나 방사성 동위원소가 사용되기 때문에 비용이 단점으로 손꼽힌다.

## 원리

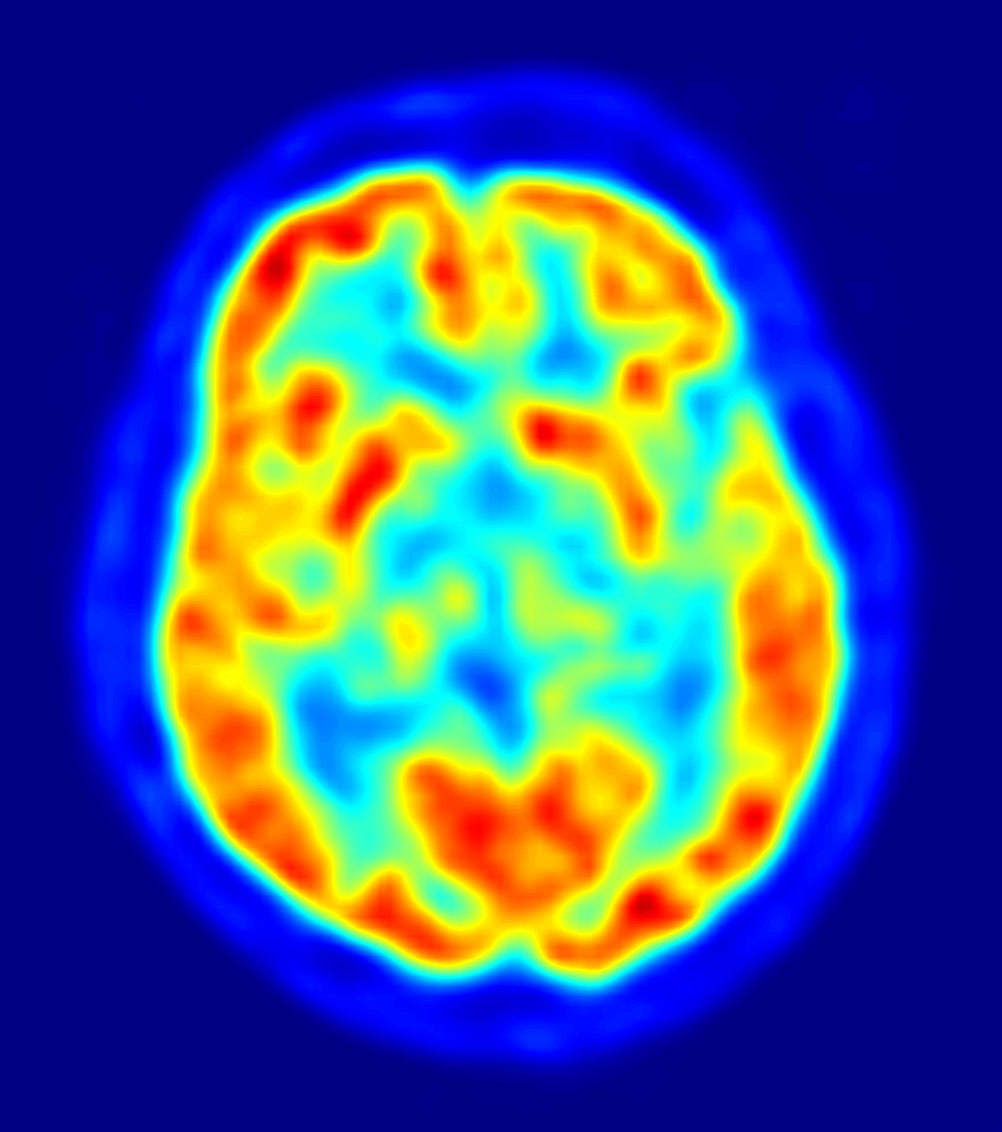
양전자 방출 단층촬영술(PET)을 이용하여 촬영한 뇌.

양전자 방출 단층촬영은 붕괴시 양전자를 방출하는 (반-베타붕괴) 방사선 동위원소를 이용해 체내의 물질대사를 추적한다. 반-베타붕괴를 하는 방사성 동위원소들은 대체로 반감기가 짧기 때문에 (O-15: 2분, N-13: 10분, C-11: 20분, F-18: 110분) 투여 직전에 사이클로트론 등을 이용하여 제조한다. 일반적으로 방사성 동위원소를 만들려면 원자로 등을 이용해 중성자를 쬐는 방법을 이용하지만, 양전자 방출 핵종은 원자핵의 양성자 수가 더 많아야 하기 때문에 사이클로트론에서 양성자와 중입자를 쬐어 생성한다. 방사성 트레이서는 병원 내에 설치한 사이클로트론에서 만들거나 비교적 반감기가 긴 물질은 업체에서 공급받는 것도 가능하다.
인체에 투여된 동위원소는 체내에서 1개의 양전자를 방출하며 붕괴한다. 방출된 양전자는 근처의 전자와 쌍소멸하고 전자의 정지질량에 해당하는 에너지(511KeV )의 광자(감마선) 두 개를 생성한다. 이때 두 개의 감마선은 운동량 보존법칙에 의해 서로 정반대 방향으로 진행한다.
PET 장비는 인체의 주위를 둘러싸도록 배열된 다수의 감마선 검출기와 2개의 광자신호의 동시성을 판별하는 회로로 구성된다. 검출기 중 두 개가 동시에 감마선을 감지하면, 그 두 검출기를 잇는 직선 위에서 쌍소멸이 일어났다는 것을 알 수 있다. 따라서 이 정보를 모아 컴퓨터로 입체 영상을 재구성한다. SPECT와는 달리 방사선의 입사 방향을 한정하는 콜리메이터가 필요없고, 감지기 앞에 차폐체를 둘 필요가 없다. 따라서 일반적으로 PET는 SPECT보다 감도가 높고 정량성이 뛰어나다. 그러나 하지만 이용할 수 있는 방사성 동위원소의 종류가 적기 때문에 PET를 충분히 활용하기 위해서는 트레이서의 개발이 필수적이다.

## 역사
PET의 개념 자체는 1950년대 말에 데이비드 쿨, 루크 채프먼, 로이 에드워즈에 의해 제안된 바 있었다. 그로부터 20여년이 지나 1975년에 연구팀이 1972년에 개발된 컴퓨터단층촬영술로부터 영감을 받아 워싱턴 대학교 세인트루이스 의과대학 연구팀이 PET를 개발하였다.
자기공명영상(MRI)도 이 즈음 발명되었다. MRI는 자기장에 의해 특정 에너지준위를 얻는 특정 원자핵의 위치를 측정하는 방법인 반면 PET는 양전자를 방출하는 방사성 동위원소를 의약품에 결합하여 이의 체내 분포를 알아보는 방법이다.

## 같이 보기
- 단층촬영